# Banda base

Fig.1 Exemple de senyal de banda base

Banda base, en telecomunicacions, és un senyal l'espectre freqüencial del qual està localitzat al voltant de l'origen o freqüència zero (f=0), vegeu Fig 1. Els senyals de banda base fan referència a senyals sense cap tipus de modulació, és a dir, són els senyals originals.

## Diversos usos

### Amplada de banda base
Representa la freqüència més alta del senyal banda base.

### Transmissió en banda base
Emissió d'un senyal sense cap mena de modulació. Exemples és el mot BASE en les tecnologies Ethernet: 10BASE5, 100BASE-TX i 1000BASE-SX.

Fig.2 Exemple de modulació de senyal en banda base

### Modulació d'un senyal banda base
A la Fig.2 es pot observar el senyal banda base a l'esquerra i la seva modulació mitjançant un freqüència portadora a la dreta.